# Pelham (New York, Town)
Pelham [ˈpɛləm] ist eine Town an der Südspitze des Westchester County im US-Bundesstaat New York. Sie grenzt unmittelbar an die New Yorker Bronx, ist 2,2 Quadratmeilen (5,7 km²) groß und hatte 2000 eine Einwohnerzahl von 11.866, davon 87,33 % Weiße. Im Stadtgebiet liegen zwei Ortschaften, Pelham in der Mitte und Pelham Manor im Süden. Sie ist nach einem gewissen Pelham Burton benannt.

## Geschichte
Pelham ist die älteste Stadt im Westchester County. Ihre Gründung geht auf einen Vertrag von 1654 zurück, wonach der Arzt Thomas Pell einem ansässigen Indianerstamm das Land zwischen dem Bronx River und dem heutigen Gebiet von Rye abgekauft und seinem Lehrmeister Pelham Burton zu Ehren Pelham genannt hat. Bis zum Amerikanischen Unabhängigkeitskrieg diente der Ort allein der Familie Pell als Wohnsitz.
Am 18. Oktober 1776 fand auf dem heutigen Gemeindegebiet ein Gefecht zwischen Briten und Amerikanern statt, nachdem William Howe Mitte Oktober dort mit britisch-hessischen Einheiten gelandet war. Die Schlacht ist in den Kontext der Einnahme New Yorks durch die Engländer im Oktober 1776 einzuordnen.
Am 7. März 1788 wurde auf Pells Land offiziell die Stadt Pelham gegründet. 1895 wurde sie auf das heutige Stadtgebiet verkleinert und das Gebiet südwestlich seiner Grenzen New York City zugeschlagen. Auf dem restlichen Gebiet verblieben insgesamt drei Ortschaften, North Pelham, Pelham und Pelham Manor. 1975 wurde North Pelham nach Pelham eingemeindet.
Der Name Pelham ist auf New Yorker Seite immer noch in den Namen von einigen Neighbourhoods und einer U-Bahn-Strecke erhalten.

## Verkehrsanbindung
Pelham wird von zwei Autobahnen berührt. Die Interstate 95 führt südlich und östlich um das Gemeindegebiet herum, im Westen verläuft der Hutchinson River Parkway in nördlicher Richtung.
Parallel zur Interstate 95 verlaufen die Gleise des Nord-Ost-Korridors. Die New Haven Line der Metro-North Railroad verläuft von West nach Ost mitten durch das Gemeindegebiet und unmittelbar durch die Ortschaft Pelham, bevor sie Richtung Norden in den Nord-Ost-Korridor einmündet. Die Station Pelham liegt in der gleichnamigen Ortschaft an der New Haven Line. Sie wird von Nahverkehrszügen Richtung New Haven und Grand Central Station bedient. Beide Strecken gehörten einst zum Netz der New York, New Haven and Hartford Railroad.
Etwa 500 Meter nördlich der New Haven Line verliefen zwischen 1912 und 1937 die Gleise der New York, Westchester and Boston Railway. Die Schnellbahn bediente auf Pelhamer Gebiet zwei Stationen, Fifth Avenue und Pelhamwood. Nach dem Konkurs der Bahn wurden Gleise und Stationen abgebaut. Der Bahndamm wurde im Laufe der Zeit mit Wohnhäusern bebaut; die Brücke über die Highbrook Avenue ist noch erhalten.

## Söhne und Töchter der Stadt
- Nick Bollettieri (1931–2022), US-amerikanischer Tennistrainer
- Richard Ciamarra (* 1998), Tennisspieler